# Sedirea
Sedirea es un género de orquídeas epifitas originada en China y zonas templadas del Este de Asia. Comprende dos especies descritas y aceptadas.

## Taxonomía
El género fue descrito por Garay & H.R.Sweet y publicado en Orchids S. Ryukyu Islands 149. 1974.

## Especies aceptadas
A continuación se brinda un listado de las especies del género Sedirea aceptadas hasta marzo de 2013, ordenadas alfabéticamente. Para cada una se indica el nombre binomial seguido del autor, abreviado según las convenciones y usos.
- Sedirea japonica (Rchb.f.) Garay & H.R.Sweet
- Sedirea subparishii (Z.H.Tsi) Christenson